# VY Canis Majoris
VY Canis Majoris (VY CMa) là một sao cực siêu khổng lồ đỏ nằm trong chòm sao Đại Khuyển (Canis Major). Đây từng là ngôi sao có đường kính lớn nhất (nhỏ hơn NML Cygni, UY Scuti và Stephenson 2-18) được biết đến và là một trong những ngôi sao sáng nhất.
Roberta M. Humphreys (2006) ước tính bán kính của VY CMa tương đương 1420 lần bán kính Mặt Trời, tức là nó có đường kính khoảng 1.975.800.000 km. Nếu sao VY Canis Majoris thay chỗ cho Mặt Trời, Sao Thổ cũng sẽ lọt vào trong bề mặt ngôi sao này. Nếu chúng ta xem bán kính của VY Canis Majoris là khoảng 1420 Mặt Trời, thì ánh sáng sẽ phải mất 8 tiếng để đi hết một vòng chu vi của ngôi sao này. Hoặc nếu một con người có thể đi trên bề mặt của VY Canis Majoris, thì với tốc độ 3 dặm/giờ (4,8 km/giờ) và 8 giờ một ngày, người đó sẽ phải mất 650.000 năm để đi hết một vòng chu vi ngôi sao (so với 2 năm 11 tháng để đi hết một vòng Trái Đất).
Hiện tại có hai ý kiến tranh cãi về đặc tính của VY CMa. Theo Roberta M. Humphreys , VY CMa là một sao siêu khổng lồ đỏ rất lớn và rất sáng với bán kính khoảng 1800 tới 2100 lần bán kính Mặt Trời. Nhưng theo ý kiến của Massey, Levesque, & Plez, đây chỉ là một sao khổng lồ đỏ bình thường, với bán kính chỉ khoảng 600 lần bán kính Mặt Trời. Trong trường hợp này thì bề mặt của nó sẽ chỉ vượt qua quỹ đạo Sao Hỏa một chút.
Ngôi sao này rất có thể sẽ trở thành một siêu tân tinh vào năm 3200.

## Lịch sử quan sát
Quan sát được ghi nhận đầu tiên về VY Canis Majoris nằm trong danh mục sao của nhà thiên văn học người Pháp Jérôme Lalande, vào ngày 7 tháng 3 năm 1801, liệt kê nó là một ngôi sao cường độ thứ 7. Các nghiên cứu sâu hơn vào thế kỷ 19 và 20 về cường độ rõ ràng của nó cho thấy ngôi sao đã mờ dần kể từ năm 1850.
Kể từ năm 1847, VY Canis Majoris đã được mô tả như một ngôi sao màu đỏ thẫm. Trong thế kỷ 19, các nhà quan sát đo ít nhất sáu thành phần rời rạc, cho thấy rằng nó có thể là một hệ sao đôi. Các thành phần rời rạc hiện đang được biết đến là khu vực sáng trong sương mù xung quanh. quan sát bằng mắt vào năm 1957 và hình ảnh độ phân giải cao vào năm 1998 cho thấy rằng không có ngôi sao đồng hành.
Sự biến động về độ sáng của VY CMa được mô tả lần đầu tiên vào năm 1931 khi nó được niêm yết (bằng tiếng Đức) như là một biến khoảng thời gian dài với một loạt cường độ nhiếp ảnh từ 9,5-11,5. Nó đã được trao ngôi sao định biến VY Canis Major, vào năm 1939, ngôi sao biến thứ 43 của chòm sao Đại Khuyển

## Vùng lân cận
VY Canis Major được bao quanh bởi một tinh vân phản xạ đỏ mở rộng và dày đặc bất đối xứng với tổng khối lượng bị đẩy ra 0,2-0,4 M☉ và nhiệt độ là 800 độ K dựa trên một bầu không khí bụi bặm đã được hình thành bởi các vật chất bị đẩy ra từ sao trung tâm của nó. Đường kính của vỏ bên trong được tìm thấy là 0" 0,12, tương ứng với 140 AU (0,0022 ly) ở khoảng cách 1,2 kpc, trong khi đó của một bên ngoài là 10", tương ứng với 12.000 AU (0,19 ly). Tinh vân này là rất tươi sáng mà nó được phát hiện vào năm 1917 với một kính viễn vọng 18 cm, và cũng chứa ểm mà đã từng được coi là ngôi sao đồng hành. [20] Nó đã được nghiên cứu rộng rãi với sự trợ giúp của kính viễn vọng không gian Hubble (HST), cho thấy rằng sương mù có một cấu trúc phức tạp bao gồm sợi và vòng cung, được gây ra bởi các vụ phun trào trong quá khứ; cấu trúc này là tương tự như của sương mù bao quanh siêu khổng lồ sau đỏ (Post-RSG) hoặc màu vàng siêu khổng lồ (YHG) IRC 10.420. Sự giống nhau đã khiến các nhà thiên văn đề nghị rằng V và Ori sẽ phát triển blueward trên sơ đồ (sơ đồ HR) Hertzsprung-Russell để trở thành một siêu khổng lồ màu vàng, sau đó một biến màu xanh sáng (LBV), và cuối cùng là một ngôi sao Wolf-Rayet (sao WR).

## Vị trí
Từ Trái Đất tới VY CMa vào khoảng 1,5 kiloparsec (khoảng 4892 năm ánh sáng). So sánh kích thước từ các hành tinh trong hệ Mặt Trời và các ngôi sao lân cận lần lượt theo kích thước tăng dần đến UY Scuti:
1. Sao Thủy < Sao Hỏa < Sao Kim < Trái Đất
2. Trái Đất < Sao Hải Vương < Sao Thiên Vương < Sao Thổ < Sao Mộc
3. Sao Mộc < Wolf 359 < Mặt Trời < Sirius
4. Sirius < Pollux < Arcturus < Aldebaran
5. Aldebaran < Rigel < Antares < Betelgeuse
6. Betelgeuse < Mu Cephei < VV Cephei A < VY Canis Majoris.< UY Scuti
Năm 1976, Charles J. Lada và Mark J. Reid đã công bố các quan sát về đám mây phân tử có vành sáng Sh2-310, nằm cách VY Canis Majoris 15 'về phía đông. Ở rìa của đám mây giáp với vành sáng, xảy ra sụ giảm khí CO đột ngột và tăng độ sáng lên 12
Sự phát thải CO đã được quan sát, cho thấy khả năng phá hủy vật liệu phân tử và gia nhiệt tăng cường ở giao diện đám mây tương ứng. Lada và Reid giả định khoảng cách của Sh2-310 xấp xỉ bằng khoảng cách của các ngôi sao, là thành viên của cụm mở NGC 2362, làm ion hóa vành. NGC 2362 có khoảng cách 1,5 ± 0,5 kiloparsecs (kpc) hoặc khoảng 4.890 ± 1.630 năm ánh sáng (ly) được xác định từ biểu đồ cường độ màu của nó. VY CMa được chiếu lên đỉnh của vành mây, gợi ý sự liên kết của nó với Sh2-310. Thêm vào đó, vận tốc của Sh2-310 rất gần với vận tốc của ngôi sao. Điều này tiếp tục cho thấy sự liên kết của ngôi sao với Sh2-310 và do đó với NGC 2362, có nghĩa là VY Canis Majoris ở cùng khoảng cách. [33] Một phép đo gần đây hơn về khoảng cách đến NGC 2362 cho 1,2 kpc hoặc khoảng 3.910 ly. [34]
Khoảng cách sao có thể được tính bằng cách đo thị sai khi quỹ đạo Trái Đất quanh Mặt trời. Tuy nhiên, VY Canis Majoris có thị sai nhỏ do khoảng cách rất xa và các quan sát hình ảnh tiêu chuẩn có biên độ sai số quá lớn đối với một ngôi sao siêu cường với CSE mở rộng có ích, ví dụ, Danh mục Hipparcos (1997) đưa ra thị sai là 1,78 ± 3,54 milliarcs giây (mas), thu được khoảng cách 561,8 pc (1,832,34 ly). [35] Độ thị sai của VY CMa có thể được đo chính xác với độ chính xác cao từ việc quan sát các thợ xây bằng giao thoa kế cơ sở dài. Năm 2008, quan sát H
Các thợ xây 2O sử dụng giao thoa kế VERA từ Đài quan sát thiên văn quốc gia Nhật Bản đưa ra thị sai là 0,88 ± 0,08 mas, tương ứng với khoảng cách 1,14 + 0,11.090,09 kpc (khoảng 3.720 + 360−300 ly). [36] Vào năm 2012, các quan sát của SiO masers sử dụng giao thoa kế đường cơ sở rất dài (VLBI) từ Mảng đường cơ sở rất dài (VLBA) đã thu được độc lập một thị sai 0,83 ± 0,08 mas, tương ứng với khoảng cách 1,20 + 0,13.10.10 kpc (khoảng 3.910 + 423−326 ly). Các ước tính khoảng cách mới này ngụ ý rằng Sh2-310 ít xa hơn so với ước tính thông thường hoặc VY CMa là một đối tượng tiền cảnh.
Nhiệm vụ Gaia sẽ cung cấp thị sai thị giác với độ chính xác đủ để giới hạn khoảng cách đến VY CMa, nhưng giá trị giải phóng dữ liệu 2.925,92 ± 0,83 mas không có ý nghĩa. [37]

## Sự thay đổi
VY Canis Majoris là một sao biến quang thay đổi từ cường độ thị giác rõ ràng là 9,6 ở độ sáng tối thiểu đến cường độ 6,5 ở độ sáng tối đa với thời gian xung ước tính là 956 ngày. Trong Danh mục chung về các ngôi sao biến đổi (GCVS), nó được phân loại là một biến bán nguyệt của SRc loại phụ, biểu thị một siêu sao lạnh, mặc dù nó được phân loại là một ngôi sao biến đổi không đều loại LC trong Hiệp hội các quan sát viên biến đổi sao chậm của Mỹ (AAVSO) Chỉ số sao biến. Các giai đoạn khác của 1.600 và 2.200 ngày đã được bắt nguồn.
VY CMa đôi khi được coi là nguyên mẫu cho một nhóm các siêu sao OH / IR mất khối lượng lớn, khác biệt với các ngôi sao OH / IR khổng lồ không có triệu chứng phổ biến hơn.

## Khối lượng
Vì VY CMa không có ngôi sao đồng hành, nên khối lượng của nó không thể được đo trực tiếp thông qua các tương tác hấp dẫn. So sánh nhiệt độ hiệu dụng và độ chói của phép đo VY CMa so với các vệt tiến hóa đối với các ngôi sao lớn cho thấy khối lượng ban đầu là 25 ± 10 M☉ đối với một ngôi sao quay với khối lượng hiện tại là 15 M☉, hoặc 32 M☉ đối với một vật thể không quay ngôi sao có khối lượng hiện tại là 19 M☉, và tuổi là 8.2 triệu năm (MYr).  Các nghiên cứu cũ hơn đã tìm thấy khối lượng ban đầu cao hơn nhiều (do đó cũng có khối lượng hiện tại cao hơn) hoặc khối lượng tiên sinh 40 406060 dựa trên ước tính độ chói cũ.
VY CMa có gió sao mạnh và đang mất rất nhiều vật chất do độ sáng cao và trọng lực bề mặt tương đối thấp. Nó có tỷ lệ mất khối lượng trung bình là 6 × 10−4 M☉ mỗi năm, con số cao nhất được biết đến và cao bất thường ngay cả đối với một siêu sao đỏ. Do đó, đây là một trong những ngôi sao quan trọng nhất để hiểu được và là ví dụ cho các thước phim về sự mất khối lượng lớn gần cuối sự tiến hóa của ngôi sao lớn.  Tỷ lệ bay hơi hàng loạt có thể vượt quá 10−3 M☉ / năm trong các sự kiện thoát khối lượng hàng loạt dữ dội nhất.

## Nhiệt độ
Nhiệt độ hiệu quả của VY CMa là không chắc chắn nhưng vì quang phổ của VY CMa thay đổi, nên nhiệt độ cũng có thể thay đổi. Ước tính ban đầu về nhiệt độ của VY CMa giả định các giá trị dưới 3.000 K dựa trên lớp phổ của M5. Năm 2006, Tiến sĩ Philip Massey đã sử dụng môi trường mô hình MARCS để xác định trực tiếp nhiệt độ của VY CMa và tính toán rằng nhiệt độ gần chính xác của VY CMa cao tới 3.650 ± 25 K, tương ứng với lớp quang phổ M2.5 mặc dù VY CMa thường được coi là một ngôi sao M4-M5. Việc áp dụng lớp phổ của M4-M5 với thang đo nhiệt độ được đề xuất bởi Emily Levesque cho phạm vi từ 3,450 đến 3,535 K.